# Akari Oumi
Akari Oumi (Kyoto, 10 novembre 1989) è una pallavolista giapponese.
Gioca nel ruolo di schiacciatrice nelle Red Rockets Kawasaki.

## Carriera
La carriera di inizia Akari Oumi a livello scolastico nella Kyoto Takibana High School. Terminato il liceo, gioca per quattro stagioni con la Tokai University. Nel 2010 fa il suo esordio in nazionale in occasione della Coppa asiatica, mentre un anno dopo viene convocata nella nazionale universitaria per la XXVI Universiade.
Nel dicembre 2011 inizia la carriera professionista, ingaggiata dalle NEC Red Rockets, con cui fa il suo esordio in occasione del Torneo Kurowashiki, dove riceve il premio di miglior esordiente: con il suo club si aggiudica lo scudetto 2014-15, venendo anche premiata come MVP, il V.League Top Match 2015 e il campionato asiatico per club 2016. Con la nazionale, nel 2013, vince la medaglia d'argento al campionato asiatico e oceaniano e quella di bronzo alla Grand Champions Cup.

## Palmarès

### Club
- Campionato giapponese: 1

2014-15
- Campionato asiatico per club: 1

2016
- / V.League Top Match: 1

2015

### Premi individuali
- 2012 - Torneo Kurowashiki: Miglior esordiente
- 2013 - V.Premier League giapponese: Miglior esordiente
- 2013 - V.Premier League giapponese: Sestetto ideale
- 2015 - V.Premier League giapponese: MVP
- 2015 - V.Premier League giapponese: Sestetto ideale